# Federico Tobal
No confundir con su hijo, Gastón Federico Tobal, también escritor argentino.

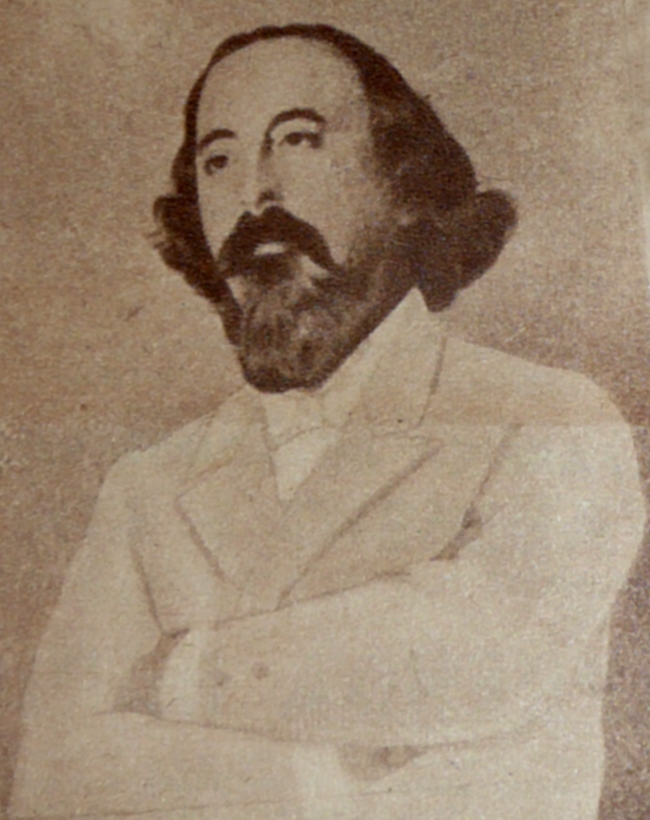
Federico Tobal. La postura ha sido dibujada.

Federico Tobal (Buenos Aires, 6 de marzo de 1840-Buenos Aires, 31 de diciembre de 1898) fue un abogado, educador, hombre de letras y latinista argentino.

## Ascendencia
Sus padres fueron D. Santiago Tobal Costa, quien luego fundaría el pueblo de Belgrano, y doña Carmen de la Quintana, hija del Brigadier general don Hilarión de la Quintana, "de brillante actuación en las guerras de nuestra independencia". Por lo tanto por línea materna era pariente del capitán D. Pedro de Izarra, poblador y alcalde en la fundación de Garay, y descendiente del famoso Domingo Martínez de Irala, el fundador de la Asunción (hoy capital de Paraguay) y despoblador de Buenos Aires luego de la muerte de Pedro de Mendoza.

## Biografía

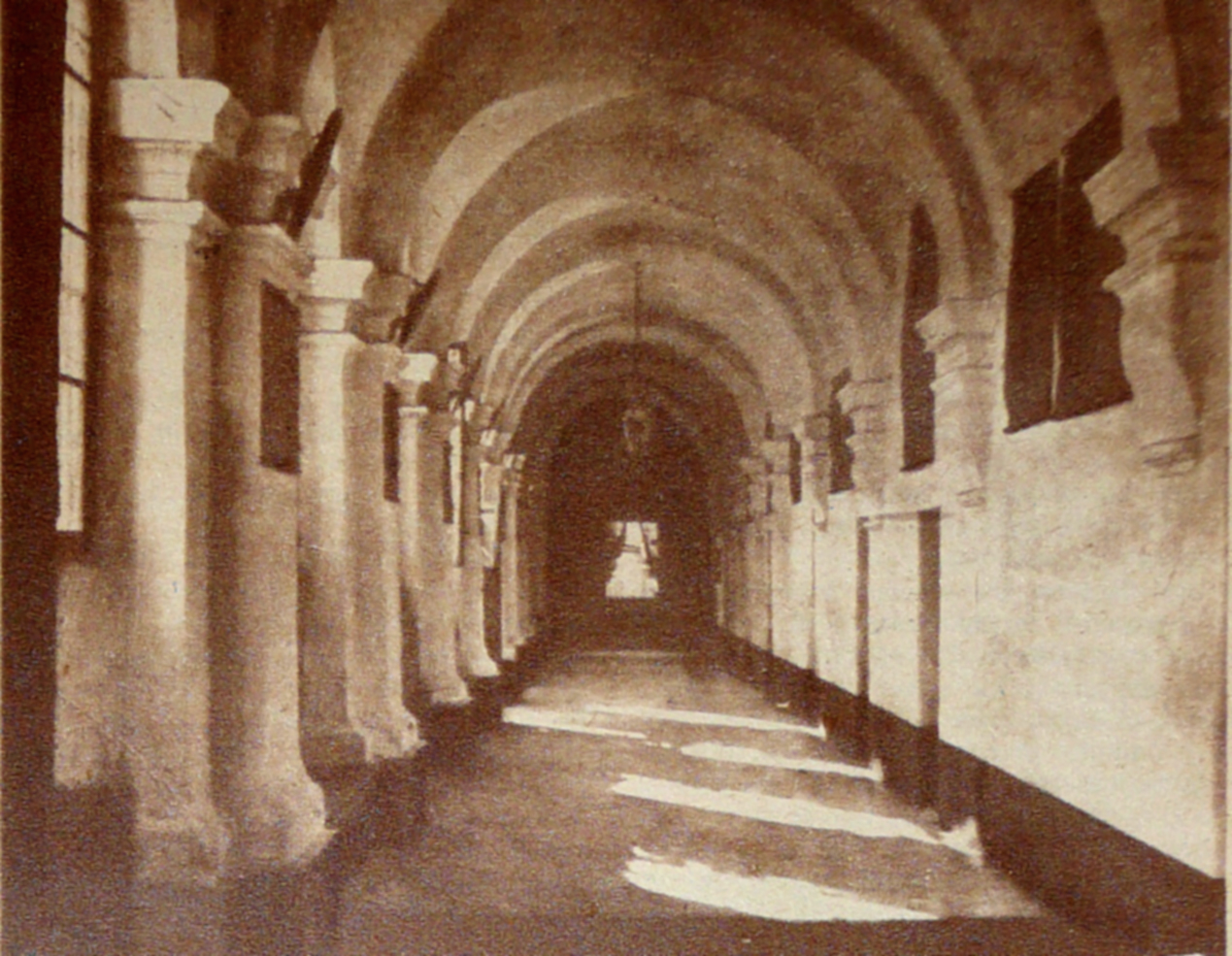
Claustro del edificio colonial del Colegio Nacional de Buenos Aires donde Tobal cursara sus estudios.

Nació en Buenos Aires el 6 de marzo de 1840. Residió en Montevideo en compañía de su padre hasta la batalla de Caseros, luego de la cual volvió a su ciudad natal. Cursó sus estudios secundarios en el viejo Colegio Nacional de Buenos Aires, que a la caída del gobierno de Juan Manuel de Rosas fue reinaugurado y regenteado por el canónigo doctor Eusebio de Agüero, experiencia sobre la que escribió artículos compilados en el libro Recuerdos del viejo Colegio Nacional de Buenos Aires, y que corresponden a una década anterior a la que se refiere Miguel Cané en Juvenilia.
El rector Agüero, generoso en la educación de sus alumnos y como era su costumbre, al encontrar claras condiciones en Federico Tobal le asignó maestros especiales en lengua y literatura latinas: el Dr. Larsen y el exjesuita Dr. García, y como hacía con los alumnos más maduros, lo ponía de docente al frente de las clases de algunas materias, de forma que a los 17 años ya era un maestro con experiencia cuando fue escogido por el rector para trasladarse a Roma a perfeccionar sus estudios en el Colegio Pío Latino-Americano, que acababa de fundar en la capital del Papado el virtuoso sacerdote chileno Dr. Eyzaguirre.
Allí fue Tobal en compañía de otros jóvenes aventajados: Juan José Romero, Jacinto Balán, Milcíades Echagüe y Agustín Boneo; pero mientras estos tres últimos abrazaban la carrera eclesiástica, Tobal y Romero volvieron a su país sin tomar los hábitos, cursando ambos sus estudios en la Universidad de Buenos Aires y obteniendo en ella el título de abogado, "profesión que ejercieron con brillo".
Más tarde Tobal se dedicaría a la enseñanza y a las letras. Dice el artículo: "Versado en la lengua latina y en filosofía, ocupó ambas cátedras en la antigua Universidad de Buenos Aires. Latinista profundo, en oposición a Larsen y Gigena desterró de sus aulas al "mascula sunt maribus...", es decir el aprendizaje del loro de Nebrija por el método racional de Hidalgo, con lo cual, como lo recordó La Nación en nota escrita con motivo de la muerte de Tobal, éste despedía a sus discípulos de primer año para que asombraran a los profesores de segundo y tercero, al ver niños que traducían sin vacilación un pasaje clásico".
Hacia 1880 volvió Tobal a Europa, permaneciendo años en ella. Desde allí envió a diarios de la época, como La Nación, correspondencias, y vuelto al país, siguió colaborando en esta forma en la que publicó la mayor parte de sus estudios sobre historia, crítica sociológica y literatura. Muchas de sus correspondencias fueron publicadas en volúmenes.
Federico Tobal falleció el 31 de diciembre de 1898. "La muerte de un hijo que era una promesa quebró su espíritu, sin que pudiera dar término a una obra literaria en la que cifraba todas sus esperanzas: la historia de la literatura sudamericana".